# Modele IBM
Modele IBM – pięć modeli tłumaczenia automatycznego metodą statystyczną. Zostały one opracowane i opublikowane przez grupę badaczy z IBM w 1993 r.

## Model I
Najprostszy model tłumaczenia statystycznego według IBM. Obliczane jest tylko prawdopodobieństwo częstości występowania danego wyrazu w zdaniu, inne parametry nie są brane pod uwagę. Wykorzystywany jest tutaj model zaszumionego kanału, który zdanie wynikowe przyjmuje za zdanie źródłowe.
{\displaystyle P(f,a|e)=P(m|e)P(a|m,e)P(f|a,m,e).}
Dla danego zdania docelowego {\displaystyle e} oblicza się prawdopodobieństwo, że długość jego tłumaczenia {\displaystyle f} wynosi {\displaystyle m.} Kolejno oblicza się prawdopodobieństwo dopasowania {\displaystyle a.} Dopiero na podstawie dopasowania można obliczyć prawdopodobieństwo, że zdanie źródłowe {\displaystyle f} jest tłumaczeniem zdania {\displaystyle e}.

## Model II
Prawdopodobieństwo podobne jak w Modelu I, lecz dodatkowo pojawia się prawdopodobieństwo dopasowania, czyli parametr uwzględniający pozycję słowa w zdaniu.

## Model III
W tym modelu występują cztery parametry:
- „płodność” wyrazu, czyli liczba słów, która musi powstać w celu przetłumaczenia wyrazu np. blok – block of flats,
- informacje o położeniu słowa w zdaniu,
- tłumaczenie wyrazu,
- nieprawdziwe słowa.

## Model IV
Umieszczenie kolejnych przetłumaczonych słów zależy od innych wcześniejszych słów pochodzących od tego samego źródła. Wprowadza podział na grupy słów występujące razem i rozłącznie np. implemented – mis en application, not – no … pas.

## Model V
Podobny do Modelu IV, lecz uniemożliwia powstawanie zdań, w których brakuje słów, takich gdzie dana pozycja zajmowana jest przez więcej niż jedno słowo oraz umieszczania słów przed pierwszym lub za ostatnim wyrazem przetłumaczonego zdania.
Najbardziej skuteczny, jednak zazwyczaj odrzucany na korzyść modeli II, III i IV m.in. ze względu na złożoność obliczeniową.